# Borore
Borore é uma comuna italiana da região da Sardenha, província de Nuoro, com cerca de 2.348 habitantes. Estende-se por uma área de 42 km², tendo uma densidade populacional de 56 hab/km². Faz fronteira com Aidomaggiore (OR), Birori, Dualchi, Macomer, Norbello (OR), Santu Lussurgiu (OR), Scano di Montiferro (OR).

## Demografia
| Variação demográfica do município entre 1861 e 2011                               |
|                                                                                   |
| Fonte: Istituto Nazionale di Statistica (ISTAT) - Elaboração gráfica da Wikipedia |